# جبال السوديت
جبال السوديت (بالألمانية: Sudeten) (بالإنجليزية: Sudetes)‏ هي سلسلة جبلية في أوروبا الوسطى تمتد من شرقي ألمانيا على طول الحدود الشمالية مع جمهورية التشيك إلى الجنوب الغربي من بولندا.
تفصل هذه السلسلة الجبلية بين سيليزيا وبوهيميا، وبالمقابل تربط سلسلة جبال الخام مع جبال الكاربات.
تقسم جبال السوديت جغرافياً إلى:
- جبال السوديت الشرقية في سيليزيا التشيكية وبولندا، وأعلى قمة فيها هي براديد Praděd على ارتفاع 1491 متر في جبال هروبي يسانيك Hrubý Jeseník.
- جبال السوديت الوسطى في بولندا، وأعلى قمة فيها هي فيلكا ديشتنا Velká Deštná على ارتفاع 1115 متر في جبال أورليسكه هوري Orlické hory.
- جبال السوديت الغربية في التشيك وبولندا وألمانيا، وأعلى قمة فيها هي سنيجكا Sněžka (بالألمانية: Schneekoppe) ويبلغ ارتفاعها 1603 متر على الحدود البولندية التشيكية ضمن جبال كركونوشه، وهي أعلى قمم جبال السوديت.

## اقرأ أيضاً
- السوديت
- جبال الخام
- جبال لوساتيا